# Nodonema lineatum
Nodonema lineatum är en tvåhjärtbladig växtart som beskrevs av Brian Laurence Burtt. Nodonema lineatum ingår i släktet Nodonema och familjen Gesneriaceae. Inga underarter finns listade i Catalogue of Life.